# Sabastian Sawe
Sabastian Kimaru Sawe (ur. 16 marca 1995) – kenijski lekkoatleta specjalizujący się w biegach długodystansowych.

## Kariera
1 września 2022 roku wygrał godzinny bieg podczas mityngu Diamentowej Ligi w Brukseli, przebiegając 21 250 metrów. W trakcie próby pobił dwa rekordy świata - w biegu na 15 000 metrów z czasem 41:51,64 oraz w biegu na 10 mil z czasem 44:57,65.
Między grudniem 2022 roku a wrześniem 2024 zwyciężył w wielu prestiżowych zawodach na dystansie półmaratonu: Bahrein Royal Night Half Marathon 2022, Generali Berliner Halbmarathon 2023, Valencia Half Marathon Trinidad Alfonso Zurich 2023, Prague Half Marathon 2024. W październiku 2023 roku w Rydze zdobył na tym dystansie mistrzostwo świata.
1 grudnia 2024 roku zwyciężył w Valencia Marathon z czasem 2:02:05, zostając piątym najszybszym mężczyzną w historii biegu maratońskiego.
27 kwietnia 2025 roku wygrał London Marathon z czasem 2:02:27, odnosząc swoje pierwsze zwycięstwo na zawodach rangi World Marathon Majors.

## Rekordy życiowe
| Konkurencja           | Wynik    | Data             | Miejsce   | Zawody                        |
| --------------------- | -------- | ---------------- | --------- | ----------------------------- |
| Maraton               | 2:02:05  | 1 grudnia 2024   | Walencja  | Valencia Marathon 2024        |
| Półmaraton            | 58:05    | 15 września 2024 | Kopenhaga | Copenhagen Half Marathon 2024 |
| Bieg godzinny         | 21 250 m | 1 września 2022  | Bruksela  | Brussels Diamond League 2022  |
| Bieg na 15 000 metrów | 41:51,64 | 1 września 2022  | Bruksela  | Brussels Diamond League 2022  |